# Лилле (аперитив)
Лилле́ (фр. Lillet [li’le], до 1985 года Kina Lillet) — аперитивное ароматизированное вино, изначально с добавлением хины — горькой коры хинного дерева (которая имеет тонизирующий эффект). Производится с 1887 года в посёлке Подансак на территории винодельческого района Грав (лежит к югу от французского города Бордо). Используется для приготовления таких коктейлей, как Веспер. С 2008 года права на производство аперитива принадежат транснациональному конгломерату Pernod Ricard.
Представляет собой купаж: 85 % — бордоское вино (для розового и белого лилле — из винограда сорта семильон, для красного лилле — из винограда мерло) и 15 % — в основном цитрусовые ликёры (на основе цедры сладких апельсинов из Испании и Марокко, кожуры горьких зелёных апельсинов с острова Гаити). Полученную смесь тщательно перемешивают в дубовых чанах. Вино проходит стадии обработки, аналогичные другим винам Бордо (брожение, фильтрация и так далее).
Изначально вино носило название Kina Lillet, чтобы обратить внимание потребителей на наличие в его составе хинина, который до открытия антибиотиков использовался как основное лекарственное средство против лихорадки. Успех напитка привёл к тому, что производители многих других аперитивов включили в их состав хину, а в название — слово Kina. К 1985 году публика стала забывать о том, что такое хина, поэтому упоминание о ней было удалено из названия (причём по некоторым сведениям использование коры хинного дерева было также минимизировано). 
Напиток подаётся в качестве аперитива при температуре +6…8 градусов по Цельсию вместе с нарезанными цитрусовыми фруктами.